# Dolichomyia gracilis
Dolichomyia gracilis är en tvåvingeart som beskrevs av Samuel Wendell Williston  1894. Dolichomyia gracilis ingår i släktet Dolichomyia och familjen svävflugor. Inga underarter finns listade i Catalogue of Life.